# Funk (Zeitschrift)
Funk war eine Rundfunkzeitschrift in Berlin von 1924 bis 1944.

## Geschichte
Im April 1924 erschien die erste Ausgabe von Funk – Die Wochenschrift des Funkwesens, etwa ein halbes Jahr nach den ersten Rundfunksendungen in Deutschland. Der Schriftleiter war Ludwig Kapeller. Die Zeitschrift berichtete über verschiedene Themen des neuen Mediums, sowohl Ankündigungen, Berichte und Rezensionen von Rundfunkprogrammen, als auch Fachtexte zu technischen Fragen.
Die Zeitschrift entwickelte sich bald zu einer der auflagenstärksten deutschen Rundfunkzeitschriften mit 60.000 Exemplaren 1926 (in diesem Jahr hatten nur Die Funk-Stunde mit 280.000, Die Norag mit 100.000 und Der deutsche Rundfunk mit 90.000 mehr Ausgaben). Ludwig Kapeller erreichte mit seinen zahlreichen sachkundigen Artikeln zum Thema Rundfunk in dieser und in anderen Zeitschriften in diesen Jahren eine gewisse Bekanntheit.
Um 1932 wurde Lothar Band neuer Schriftleiter, 1935 wurde der Titel in Funk – Die Zeitschrift des Funkwesens umgewandelt.
Im Herbst 1944 erschienen die letzten Ausgaben.